# 茶話本舗
茶話本舗（さわほんぽ）は、株式会社日本介護福祉グループが運営する小規模通所介護施設（デイサービスセンター）のブランド名である。

## 概要
茶話本舗は、民家の空き家を借り上げ事業所とする小規模介護通所施設であり「民家型デイサービス」とよばれる。全国に742事業所(2013年12月末現在)を展開している。
小規模デイサービスに夜間ケアサービスを加えた「夜間対応型小規模デイサービス」を行っている。

## 沿革
- 2004年（平成16年）- 熊谷市にて藤田英明により設立
- 2006年（平成18年）2月 - 茶話本舗 東京介護ステーション開設（訪問介護事業所）
- 2007年（平成19年）4月 - 小規模多機能デイサービス「茶話本舗」フランチャイズ本部設立
- 2008年（平成20年）7月 - 小柳壮輔が代表取締役に就任
- 2009年（平成21年）
  - 6月 - 茶話本舗チェーン100事業所開設
  - 12月 - 茶話本舗運営ソフト開発
- 2010年（平成22年）7月 - 斉藤正行が取締役副社長に就任
- 2012年（平成24年）
  - 2月 - 茶話本舗チェーン 500事業所開設
  - 11月 - 茶話本舗チェーン 600事業所開設
- 2013年（平成25年）10月 - 茶話本舗チェーン 700事業所開設
- 2014年（平成26年）10月 - 茶話本舗チェーンを展開する日本介護福祉グループの全株式を、総合金融グループのJトラスト（本社・東京都港区）子会社のアドアーズ（後のKeyHolder）が取得
- 2015年（平成27年）8月 - アドアーズが所有する日本介護福祉グループの全株式を、創業者である藤田が取得